# Discografia de Big Time Rush
A discografia de Big Time Rush, grupo musical norte-americano de música pop, consiste em três álbuns de estúdio, treze videoclipes, um extended play, três singles e sete singles promocionais. O lançamento oficial do grupo obteve-se através do lançamento da trilha sonora da série de mesmo nome, denominada B.T.R.. O disco também foi lançado como primeiro álbum de estúdio do grupo e chegou às lojas em 11 de outubro de 2010. O álbum alcançou a posição 3 na Billboard 200. Um mês depois do lançamento de B.T.R., é lançado o extended play Holiday Bundle, que contém uma regravação da canção "All I Want for Christmas", de Mariah Carey, feita pelo grupo em parceria com Miranda Cosgrove e a faixa "Beautiful Christmas".

## Álbuns de estúdio
| Ano  | Álbum | Melhor posição | Melhor posição | Melhor posição | Melhor posição | Melhor posição | Melhor posição | Melhor posição | Melhor posição | Melhor posição | Melhor posição | Vendas                    | Certificações |
| Ano  | Álbum | EU             | ALE            | AUS            | BEL (FLA)      | BEL (VAL)      | GRE            | MEX            | HOL            | SUI            | POL            | Vendas                    | Certificações |
| ---- | --- | -------------- | -------------- | -------------- | -------------- | -------------- | -------------- | -------------- | -------------- | -------------- | -------------- | ------------------------- | ------------- |
| 2010 | B.T.R. - Lançamento: 11 de outubro de 2010 - Gravadora: Nick/Columbia Records - Formato: CD, Download digital - Qualificação da Allmusic:   | 3              | 16             | 12             | 94             | 92             | 45             | 9              | 43             | 18             | 34             | - : 800.000 - : 3.000.000 | - EUA: Ouro   |
| 2011 | Elevate - Lançamento: 21 de novembro de 2011 - Gravadora: Nick/Columbia Records - Formato: CD, Download digital - Qualificação da Allmusic: | 12             | 33             | 32             | 76             | 89             | 82             | 13             | 64             | 76             | 16             | - : 400.000 - : 2.000.000 | - MEX: Ouro   |
| 2013 | 24/Seven - Lançamento: 11 de junho de 2013 - Gravadora: Nick/Columbia Records - Formato: CD, Download digital - Qualificação da Allmusic:   | 4              | 42             | 35             | 58             | 63             | —              | 1              | 72             | 43             | 38             | - : 200.000 - : 670.000   | - MEX: Ouro   |

## Singles
| Título                                                                                        | Ano  | Melhor posição | Melhor posição | Melhor posição | Melhor posição | Melhor posição | Melhor posição | Melhor posição | Melhor posição | Certificações | Álbum   |
| Título                                                                                        | Ano  | US             | US Pop         | US Heat.       | US Air.        | AUT            | BEL (Wa)       | GER            | UK             | Certificações | Álbum   |
| --------------------------------------------------------------------------------------------- | ---- | -------------- | -------------- | -------------- | -------------- | -------------- | -------------- | -------------- | -------------- | ------------- | ------- |
| "Til I Forget About You"                                                                      | 2010 | 112            | —              | 12             | —              | —              | —              | —              | —              |               | B.T.R.  |
| "Boyfriend" (featuring Snoop Dogg)                                                            | 2011 | 72             | 32             | 4              | 34             | 55             | 36             | 49             | 76             | - EUA: Ouro   | B.T.R.  |
| "Worldwide"                                                                                   | 2011 | —              | —              | —              | —              | —              | —              | 81             | —              |               | B.T.R.  |
| "Music Sounds Better With U" (featuring Mann)                                                 | 2011 | —              | 26             | —              | 29             | —              | —              | —              | 61             |               | Elevate |
| "Windows Down"                                                                                | 2012 | 97             | 35             | 15             | 57             | —              | 26             | —              | —              |               | Elevate |
| «—» denota singles que não posicionaram nas paradas musicais ou não foram lançados na região. |      |                |                |                |                |                |                |                |                |               |         |

## Vídeos musicais
| Ano  | Canção                                              | Diretor     |
| ---- | --------------------------------------------------- | ----------- |
| 2010 | "Any Kind of Guy"                                   |             |
| 2010 | "Halfway There"                                     |             |
| 2010 | "Famous"                                            |             |
| 2010 | "City Is Ours"                                      |             |
| 2010 | "Til' I Forget About You"                           | Isaac Rentz |
| 2010 | "Stuck"                                             |             |
| 2010 | "Big Night"                                         |             |
| 2010 | "Boyfriend" (com a participação de Snoop Dogg)      |             |
| 2011 | "Worldwide"                                         |             |
| 2011 | "If I Ruled the World" (com a participação de Iyaz) |             |
| 2012 | "Windows Down"                                      |             |
| 2013 | "Confetti Falling"                                  |             |
| 2013 | "24/Seven"                                          |             |
| 2013 | "We Are"                                            |             |